# الفقه على المذاهب الأربعة (كتاب، وزارة الأوقاف المصرية)
الفقه على المذاهب الأربعة (كتاب، وزارة الأوقاف المصرية) كتاب يتناول فقه العبادات فقط على المذاهب الأربعة: الحنفي، والمالكي، والشافعي، والحنبلي. ألفته لجنة علمية بإشراف الأزهر. وطبع أول مرة سنة 1928م.

## لمحة عن هذا الكتاب
هذا الكتاب قد ألف بعناية وزارة الأوقاف المصرية بناء على رغبة ملك مصر آنذاك الملك فؤاد الأول لوضع كتاب في العبادات على المذاهب الأربعة لتدريسه بالمساجد، وكان الملك قبل ذلك أمر بطباعة المصحف المسمى باسمه وهو أول مصحف اتّسم بالدقة والإتقان كما قاله علماء رسم المصاحف. والمصاحف التي أتت بعده حاكَته في ذلك.
وهذا الكتاب لا يحوي إلا قسم العبادات ولم يكن في الخطة إكمال بقية أبواب الفقه. بل كانت الرغبة أن يتبع بكتابين في العقائد والأخلاق الدينية.

### الطبعة الأولى
والكتاب في طبعته الأولى ثمرة لجنة علمية أُلِّفَتْ سنة 1922 من شيوخ المذاهب الأربعة برئاسة شيخ الأزهر.
وأعضاء هذه اللجنة هم:
1. علماء الحنفية: عبد الرحمن الجزيري، ومحمود الببلاوي.
2. علماء المالكية: محمد السمالوطي، ومحمد عبد الفتاح العناني.
3. علماء الشافعية: محمد الباهي.
4. علماء الحنابلة: محمد سبيع الذهبي، وأبو طالب حسنين.

ثم نِيط بعبد الرحمن الجزيري ترتيبَ الكتاب وتنسيقه وصياغة العبارات.
وطبع سنة 1348 هـ الموافق 1928. وكانت نسخه أربعة آلاف نسخة.

### الطبعة الثانية
وأعضاء لجنة الطبعة الثانية هم:

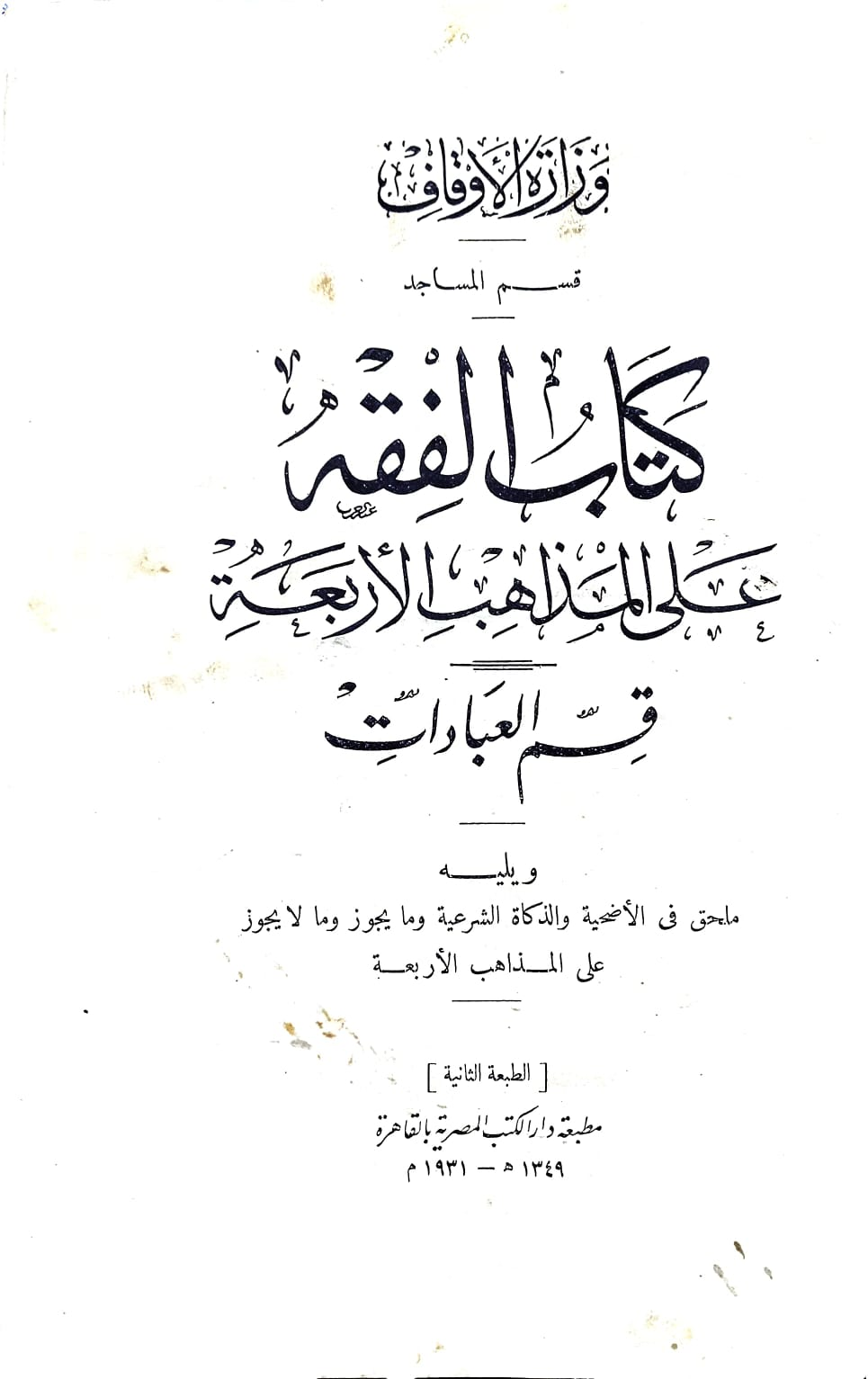
غلاف الطبعة الثانية من كتاب الفقه على المذاهب الأربعة

1. علماء الحنفية: عبد الرحمن الجزيري.
2. علماء المالكية: عبد الجليل عيسى.
3. علماء الشافعية: محمد الباهي، ومحمد إبراهيم شورى.
4. علماء الحنابلة: محمد سبيع الذهبي.

ثم نِيط بعبد الرحمن الجزيري تحريرَ عبارات الكتاب.
وألحق بالكتاب أبواب الأضحية والذبائح وما يحل ويحرم من الطعام والشراب واللباس.
وقد روعي فيها ما أُبْدِيَ عليها من ملاحظات عامة من أخطاء مطبعية ومن جمع متفرق ومما يتعلق بالعبارات الفقهية، وكان أهمها ملاحظات عبد الله دراز المالكي.
وقد طبعت سنة 1349 هـ الموافق 1931، وكانت النسخ عشرة آلاف نسخة.

### الطبعة الثالثة
وأعضاء لجنة الطبعة الثالثة هم:
1. علماء الحنفية: محمود أبو دقيقة، وعبد الرحمن الجزيري.
2. علماء المالكية: محمد حبيب الله الشنقيطي، ومحمد سلامة.
3. علماء الشافعية: إبراهيم الجبالي، وحامد جاد.

وقد طبعت سنة 1355 هـ الموافق 1936، وكانت النسخ اثني عشر ألف نسخة.

### الطبعة الرابعة والخامسة
وقد طبعت الطبعة الرابعة سنة 1358 هـ الموافق 1939، وكانت النسخ عشرين ألف نسخة. وفي هذه السنة أصدر عبد الرحمن الجزيري الجزء الأول من كتابه الجديد في عرضه «الفقه على المذاهب الأربعة» وكان الجزيري أحد أعضاء اللجنة في طبعته الأولى والثانية والثالثة.
وطبعت الطبعة الخامسة سنة 1369 هـ الموافق 1950، في مطبعة دار الكتاب العربي.

## لمحة عن كتاب الفقه على المذاهب الأربعة للجزيري
وأما كتاب الفقه على المذاهب الأربعة للجزيري فهو تعديل للجزء الأول من كتاب وزارة الأوقاف بزيادة ذكر الأدلة وذكر كثير من حكمة التشريع وأصدره سنة 1939، وبإضافة الأبواب الفقهية الأخرى في أربعة أجزاء أخرى صدرت فيما بعد وتوفي قبل إكماله.